# Nagy Pál (orvos)
Nagy Pál (Arad, 1920. június 29. – Marosvásárhely, 1976. március 6.) erdélyi magyar orvos, ideggyógyász, orvosi szakíró.

## Életútja
Középiskoláit szülővárosában végezte (1939), a Ferenc József Tudományegyetemen szerzett orvosi diplomát és doktorált (1944). Munkásságát az Ideg- és Elmegyógyászati Klinikán kezdte, 1952-től főorvos a marosvásárhelyi OGYI idegsebészeti klinikáján.
Előadásokat tartott itthon és Koreában is az agyvérzésről, a koponyába hatolt idegen testekről, a fejsérülések plasztikai kezeléséről; ezek nagy részét az Orvosi Szemle – Revista Medicală közölte. A Miskolczy Dezső szerkesztésében megjelent Idegkórtan (1958) munkatársa, magyar nyelvű egyetemi kőnyomatos jegyzetek társszerzője.